# Ramlösa Station
Ramlösa Station er en svensk jernbanestation i det sydlige Helsingborg på Västkustbanan. Umiddelbart syd for Ramlösa station, grener Rååbanan og Skånebanan fra.

## Trafik
Ramlösa betjenes primært af Pågatågen, der kører mellem Malmö og Helsingborg, enten via Landskrona eller via Teckomatorp, og mellem Hässleholm og Helsingborg via Åstorp.
I myldretiden kører der også Øresundstog mod bl.a. Helsingborg C, Landskrona, Malmö, Kastrup og videre mod Nivå.
| Foregående station    |  | Veolia                 |  | Efterfølgende station                                         |
| --------------------- |  | ---------------------- |  | ------------------------------------------------------------- |
| Landskronamod Malmö C |  | ÖresundstågHelsingborg |  | Helsingborg Cmod Göteborg C eller Karlskrona C eller Kalmar C |